# Hogg (Mondkrater)
Hogg ist ein Einschlagkrater auf der Mondrückseite.
Der Krater liegt im Norden der erdabgewandten Seite, auf halbem Wege zwischen dem Mare Moscoviense und dem riesigen Krater Fabry, östlich von Harriot und südlich von Kidinnu.
Der Höhenunterschied zwischen Kraterwall und Kraterboden liegt bei zirka 3,12 km. Im Kraterinneren befinden sich einige Strukturen, darunter ein zirka  780 m hoher Zentralberg.
Die Entstehungszeit des Kraters wird der nektarischen Periode zugerechnet.
Hogg hat vier Nebenkrater:
| Buchstabe | Position            | Durchmesser | Link |
| --------- | ------------------- | ----------- | ---- |
| E         | 33,96° N, 125,03° O | 20 km       |      |
| K         | 30,94° N, 123,58° O | 25 km       |      |
| P         | 32,37° N, 121,55° O | 23 km       |      |
| T         | 33,62° N, 119,07° O | 26 km       |      |

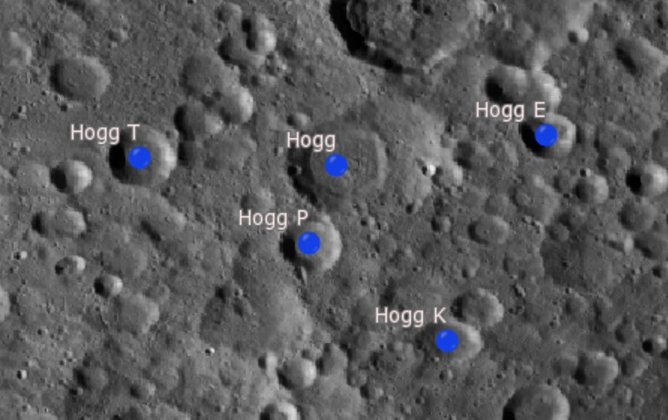
Hogg mit seinen Nebenkratern

Der Krater wurde 1970 von der IAU offiziell nach dem australischen Astronomen Arthur Robert Hogg und dem kanadischen Astronomen Frank Scott Hogg benannt.